# Sayerlack
Sayerlack es una empresa multinacional italiana líder del mercado de los barnices para madera. 
La empresa, que emplea a más de 300 empleados en Italia, tiene dos establecimientos productivos: el central en Pianoro (Bologna) y el otro en Mariano Comense (Como). 
El laboratorio de Investigación y Desarrollo tiene dos sedes, una en Pianoro y la otra en Mariano Comense.
Pianoro es también la sede legal, direccional y comercial de la empresa. 
La producción se destina sobre todo al mercado industrial, al cual son dedicados los productos profesionales de la Línea Pro; la gama dedicada al bricolaje es la Línea Blu. 
Sayerlack distribuye sus productos en más de 80 países en el mundo por medio de sus sedes extranjeras (Francia, Reino Unido, España, Singapur y Estados Unidos) y una red global de distribución.
Desde 2010 la marca Sayerlack pertenece al Grupo americano Sherwin-Williams, la primera empresa de barnices en América y la tercera en el mundo.

## Historia
Sayerlack fue fundada en 1954 en Bologna y opera en el sector de los barnices para terminar, proteger y ennoblecer la madera, sobre todo para muebles, accesorios para muebles y piezas de carpintería. En 1958 abrió el primer centro de Investigación y Desarrollo qué en 1988 crea los primeros barnices al agua, un producto innovador para el sector.
En 1987 la empresa fue adquirida por el grupo inglés Hickson International PLC.
En 1990, a consecuencia de una serie de adquisiciones por Hickson International PLC, nació Hickson Coatings Europa; en diciembre de 1993 nació Hickson Coatings Italia.
En julio de 2000 el grupo americano Arch Chemicals, Inc. adquirió 90 por ciento del paquete accionarial de Hickson International PLC y desde agosto de 2000 Hickson Coatings Italia S.p.A. (dueña de la marca Sayerlack) pasó a formar parte de ello. En 2010 la empresa multinacional americana Sherwin-Williams adquirió Sayerlack.

## Productos
La gama de productos Sayerlack comprende: barnices poliuretánicos, al agua, nitro, poliésteres, UV y UV a base de agua, y colorantes. Los barnices son destinados a los muebles de baño, cocina, salón, dormitorio, parquet, piezas de carpintería, equipamientos náuticos, marcos de cuadros; además de esos productos la gama Sayerlack incluye barnices ignífugos, antibacterianos y colorantes para madera.

## Certificaciones
La sociedad de clasificación DNV (Det Norske Veritas) asignó al sistema de gestión ambiental de Sayerlack la certificación UNI EN ISO 14001:2004 y al sistema de calidad la certificación UNI EN ISO 9001:2008. Los productos Sayerlack recibieron las siguientes certificaciones: Catas Quality Award, Catas Quality Award Plus, Catas Wki Premium y Catas Wki Premium Plus. Los barnices para exterior Sayerlack fueron sometidos a los test provistos por el programa Atlas EverSummer y el Q-Lab Weathering Research Service, en Florida, para evaluar su duración y la resistencia a los cambios climáticos y a los agentes atmosférico. Los productos de la Línea Blu desde 2002 consiguieron la marca Ecolabel, la marca europea de calidad ecológica destinada a los servicios y los productos de gran consumo.